# Herbert Brownell
Herbert Brownell Junior (Peru, 20 febbraio 1904 – New York, 1º maggio 1996) è stato un politico statunitense.

## Biografia
Fu il 63º procuratore generale degli Stati Uniti sotto il presidente degli Stati Uniti d'America Dwight D. Eisenhower (34º presidente).
Proveniva da una famiglia numerosa (era uno dei sette figli del professore all'università del Nebraska Herbert e May Miller Brownell), nato nello stato del Nebraska.
Sposò Doris McCarter il 16 giugno 1934. I due hanno avuto 4 figli e vissero insieme sino alla morte di lei avvenuta nel 12 giugno 1979. Si risposò nel 1987 con Marion Taylor, tale relazione fu meno duratura della precedente sfociando in una separazione nel dicembre 1989 con successivo divorzio.
| Controllo di autorità | VIAF (EN) 113331373 · ISNI (EN) 0000 0001 1497 1906 · LCCN (EN) n80098845 · GND (DE) 11914977X |